# Gerð

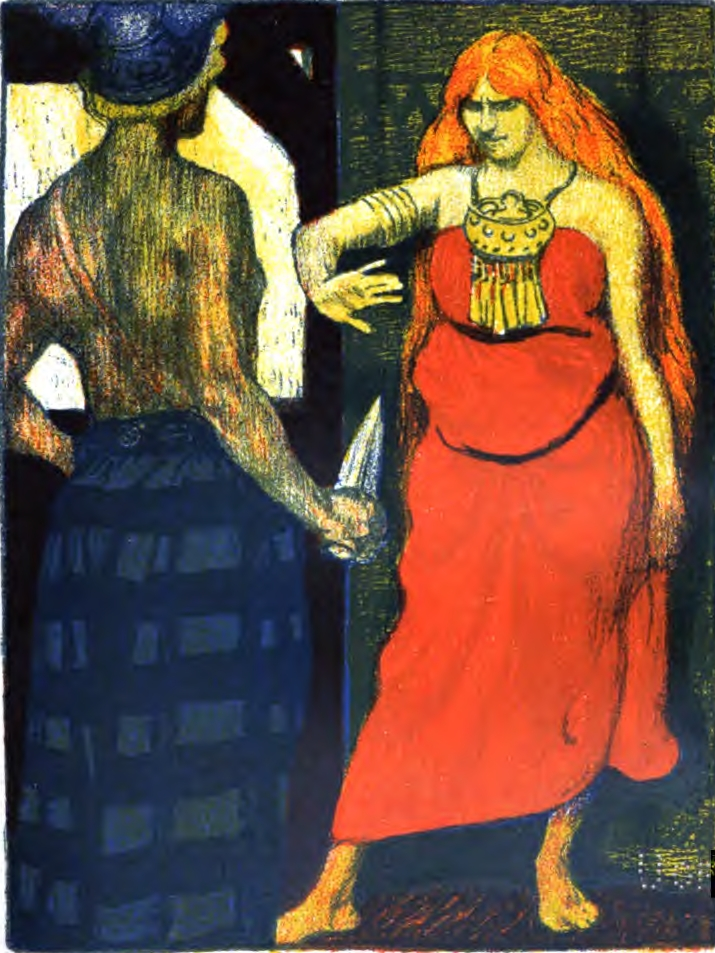
Ilustración para la obra Leyendas alemanas de dioses y de héroes (Deutsche Götter- und Heldensagen, 1903): Skirnir y Gerda.

Gerd, Gärd, Gerdhr, Gerda o Gerdur (en nórdico antiguo Gerðr) es una gigante de la mitología nórdica conocida por ser la esposa del dios Freyr. Es la más hermosa de todas las criaturas y pudo haber sido la personificación de la fertilidad de la tierra y del sexo. Sus brillantes brazos desnudos iluminaban el aire y el mar.
Gerd es la hija de Gymir y Aurboda; también tiene un hermano llamado Beli. Gerd es incluida entre las Ásynjur en la Edda de Snorri Sturluson. De acuerdo a la saga Ynglinga fue la madre del hijo de Freyr, llamado Fjölnir, que sucedió a Freyr como gobernante de Suecia.
En Skáldskaparmál Gerd es nombrada junto a Jörd, Rind y Gunnlöd como rivales de Frigg, la esposa de Odín, estando estas tres entre las que Snorri Sturluson cuenta en diferentes relatos que tuvieron relaciones con Odín. Es probable que Gerð se encuentre en esta lista por error, siendo confundida con Gríðr, la cual está ausente.
Su nombre probablemente provenga de gerða, 'cercar', relacionado con garðr, 'espacio rodeado', cognado de la palabra yard en inglés y (a través del danés) de la palabra inglesa garth.
El relato de su cortejo se cuenta en el poema Skírnismál. Ella nunca quiso casarse con Freyr, rechazó sus propuestas (realizadas por Skirnir, el mensajero de Freyr) aun cuando le llevó once manzanas doradas y el Draupnir. Skirnir finalmente la amenazó con usar la espada de Freyr para convencerla de que debía contraer nupcias con él, pero después de todo, tuvo que entregar su espada mágica que luchaba por sí sola a cambio de poderse casar con ella. Esto repercutirá posteriormente en el Ragnarok, cuando perezca ante Surt, el gigante de fuego, ya que no posee arma alguna con la que defenderse salvo las manos.

## Freyr y el cortejo de Gerd
Freyr la vio por primera vez en una ocasión en que tuvo el atrevimiento de sentarse en Hlidskjálf, el Trono de Odín. Desde este trono se podían observar todos los mundos, y al volver Frey la vista hacia Jötunheim, el mundo de los gigantes, divisó un gran palacio y a una doncella caminando hacia él. La gigante tenía una gran belleza, y cuando alzó la mano para abrir la puerta todos los mundos fueron iluminados con el resplandor de su piel.
Así conoció Frey a Gerd, hija de Gimer y Aurboda. La afrenta de haberse sentado en el trono de Odín no quedó sin castigo, y Frey se enamoró inmediatamente de la giganta, y fue presa de una gran tristeza. Desde ese momento no pudo comer ni dormir, y no hablaba con los otros dioses.
Njord y Skade, sus padres enviaron al sirviente Skirner para averiguar el motivo de la tristeza de Frey. Al saber de la pasión de su señor, Skimer se ofreció para ir a buscar a Gerd. Le pidió a Frey su caballo y su espada, y llevando grandes tesoros para conquistar a Gerd partió con rumbo a Jotunheim.
Al llegar al palacio de Gimer, Skirner descubrió a unos terribles perros que vigilaban la entrada. Estos guardianes eran temibles, y Skirner cabalgó hacia una cabaña cercana, para preguntar a un pastor el medio de dormirlos para poder entrar al palacio. El pastor se rio, y le dijo que desear entrar al palacio de Gimir era como estar condenado a muerte. Pero desde el interior del palacio Gerd escuchó a Skirner, y al preguntar a su sirvienta sobre el dueño de esa voz, descubrió que estaba ante un enviado de los Ases. Le permitió entrar, y Skirner le habló de la pasión de Freyr.
Gerd rechazó la invitación de Skirner de unirse a Freyr. El mensajero le ofreció once manzanas de oro, pero Gerd no las aceptó. Skirner le ofreció entonces un anillo de oro forjado en el yunque de Balder, pero nuevamente Gerd se rehusó. Skirner sacó su espada y la amenazó, pero Gerd era valiente y no temía a Skirner. Éste dijo entonces que daría muerte a Gimer, pero incluso la amenaza contra la vida de su padre no conmovió a Gerd, pues sabía que él podría enfrentarse con facilidad contra Skirner. Éste tomó al final una varita mágica y empezó a trazar runas en el suelo y a pronunciar encantamientos. Habló del frío del invierno y del vacío de una cama sin amor, y dijo que ella estaría atada a este destino si rehusaba a Frey.
El encantamiento resultó, y Gerd aceptó recibir a Frey nueve noches después en la isla Bur. Skirner regresó al lado de Frey, a quien dio las buenas noticias. Como recompensa, Frey le regaló a Skirner su espada. La unión de Frey y Gerd se realizó según lo acordado, y ambos disfrutaron de muchos años de felicidad. Sin embargo, al haber renunciado a su espada Freyr estaba desarmado, y luchaba contra sus enemigos con los cuernos de un ciervo.